# Fulton (Kentucky)
Fulton és una població dels Estats Units a l'estat de Kentucky. Segons el cens del 2000 tenia 2.775 habitants.

## Demografia
Segons el cens del 2000, Fulton tenia 2.775 habitants, 1.225 habitatges, i 753 famílies. La densitat de població era de 379,9 habitants/km².
Dels 1.225 habitatges en un 29,2% hi vivien nens de menys de 18 anys, en un 37,1% hi vivien parelles casades, en un 21,8% dones solteres, i en un 38,5% no eren unitats familiars. En el 36% dels habitatges hi vivien persones soles el 20,1% de les quals corresponia a persones de 65 anys o més que vivien soles. El nombre mitjà de persones vivint en cada habitatge era de 2,22 i el nombre mitjà de persones que vivien en cada família era de 2,87.
Per edats la població es repartia de la següent manera: un 25,2% tenia menys de 18 anys, un 9% entre 18 i 24, un 22,4% entre 25 i 44, un 21,1% de 45 a 60 i un 22,3% 65 anys o més.
L'edat mediana era de 40 anys. Per cada 100 dones de 18 o més anys hi havia 68,6 homes.
La renda mediana per habitatge era de 23.345 $ i la renda mediana per família de 27.625 $. Els homes tenien una renda mediana de 26.029 $ mentre que les dones 21.696 $. La renda per capita de la població era de 16.260 $. Entorn del 22,4% de les famílies i el 24,6% de la població estaven per davall del llindar de pobresa.

## Poblacions més properes
El següent diagrama mostra les poblacions més properes.